# Anotia cerebro
Anotia cerebro (лат.) — вид цикадовых насекомых из семейства Derbidae. Коста-Рика (Alajuela Province). Гиперптерное равнокрылое, у которого длина крыльев в два раза превосходит длину тела.

## Этимология
Видовое название A. cerebro дано как отсылка к испанскому слову «cerebro», означающему «мозг», что объясняется сходством эдеагуса с мозгом. Это название должно рассматриваться как существительное в приложении и несклоняемое.

## Описание
Крупное равнокрылое, тело желтоватого цвета с оранжевыми отметинами. Длина самца с крыльями 7,16 мм, без крыльев 3,38 мм, самка с крыльями 7,9 мм, без крыльев 4,1 мм. Голова выступающая, наклонена вверх, с оранжевой полосой между глазом и вершиной головы. Передние крылья желтоватые с тремя пурпурными полосами, жилки по боковому краю с красноватым размывом, ячейка C5 маленькая с дугообразным задним краем. Эдеагальная эндосома мембранозная и шаровидная, без удлиненных отростков. Анальная трубка при виде сбоку неправильно четырехугольная, относительно короткая, слабо двусторонне асимметричная на вершине, вентральный край вершины нисходящий с округлыми вершинами. Основная окраска тела бледно-желтая, голова с оранжевыми краями, щекой и оранжевой полосой, идущей от глаз к вершине головы чуть ниже верхнего края. На брюшных тергитах и стернитах оранжевый оттенок. Передние крылья полупрозрачные, тускло-желтые, с тремя пурпурными полосами, первая в базальной 1/3, тянется от костального края, вильчатая на CuA; вторая полоса около середины длины, неравномерной ширины, тянется от переднего края к заднему (вдоль MP3+4); третья полоса субапикальная, тянется от ветви RP3 до MP2.1; жилки бледно-желтые, красноватый оттенок на жилках вдоль костального края. Молекулярный анализ показал близость Anotia cerebro к виду Anotia firebugia.